# Tercera División de España 1989-90
La temporada 1989-90 de la Tercera División de España de fútbol fue la cuarta categoría de las Ligas de fútbol de España durante esta campaña, por debajo de la Segunda División B y por encima de las Divisiones regionales. Comenzó el 3 de septiembre de 1989 y finalizó el 27 de mayo de 1990. 
Para esta campaña, el Grupo VI se dividió en 2: el Grupo VI·Norte y el Grupo VI·Sur.

## Ascenso a Segunda División B
Obtuvieron el ascenso a Segunda División B los campeones de cada grupo, los cuales fueron los siguientes:
| Grupo I - S.D. Compostela Grupo II - S.D. Vetusta Grupo III - R.S. Gimnástica de Torrelavega Grupo IV - D. Alavés Grupo V - U.E. Sant Andreu Grupo VI - Torrent C.F. | Grupo VII - C.D. Móstoles Grupo VIII - C.F. Palencia Cristo Olímpico Grupo IX - C.D. Los Boliches Grupo X - Betis Deportivo Bpié. Grupo XI - C.D. Manacor Grupo XII - Las Palmas Atlético | Grupo XIII - Yeclano C.F. Grupo XIV - C.F. Extremadura Grupo XV - C.D. Izarra Grupo XVI - S.D. Huesca Grupo XVII - C.D. Valdepeñas |

Puesto que el Grupo VI se dividió en 2 (Grupo VI·Norte y Grupo VI·Sur) hubo una eliminatoria entre los primeros clasificados de cada uno, en la cual se decidió el campeón del grupo y, por lo tanto, el equipo que obtuvo el ascenso de categoría.